# Drillia diasi
Drillia diasi là một loài ốc biển, là động vật thân mềm chân bụng sống ở biển trong họ Drilliidae.